# Kumagai-shuku

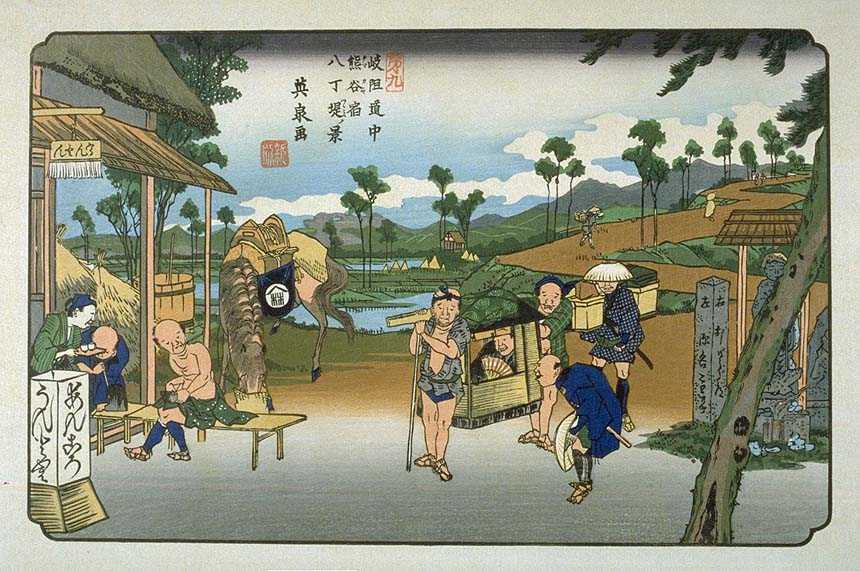
Kumagai-shuku, estampe de Keisai Eisen de la série Les Soixante-neuf Stations du Kiso Kaidō.

Pour les articles homonymes, voir Kumagai.
Kumagai-shuku (熊谷宿, Kumagai-shuku) était la huitième des soixante-neuf stations du Nakasendō. Elle est située dans la ville moderne de Kumagaya, préfecture de Saitama au Japon.

## Histoire
Kumagai-shuku était le premier centre d'apprentissage pour bouddhistes dans la région de Kantō et avait deux honjin durant la période Edo. Elle n'en était pas moins une ville relativement petite. On trouve encore des traces de son passé autour de l'ancienne station, tels des temples bouddhistes comme le Yūkoku-ji (熊谷寺). À partir de la période Meiji, Kumagai-shuku devint prospère du fait de sa production d'orge et de soie.

## Stations voisines

### Nakasendō
- Kōnosu-shuku – Kumagai-shuku – Fukaya-shuku
- Fukiage-shuku était une ai no shuku située entre Kōnosu-shuku et Kumagai-shuku.